# Chiến dịch Cành ô liu
Chiến dịch Nhành ô liu (Operation Olive Branch) là một chiến dịch quân sự do Thổ Nhĩ Kỳ khởi xướng tấn công vào các vị trí của Đảng Liên đoàn Dân chủ (PYD) được người Kurd ở Syria lãnh đạo, và nhóm vũ trang của nó, Các Đơn vị Bảo vệ Nhân dân (YPG), cũng như Lực lượng Dân chủ Syria (SDF) chung quanh thành phố Afrin của Syria . Afrin và khu vực xung quanh được tuyên bố bởi Liên đoàn Dân chủ của Bắc Syria như là canton Afrin, một phần của vùng Afrin.
Tổng thống Recep Tayyip Erdoğan nói cùng ngày phát động chiến dịch 20 tháng 1 rằng sau Afrin họ sẽ tấn công vào thành phố Manbij, nơi mà lực lượng người Kurd được Mỹ hỗ trợ đã chiếm được từ ISIL vào năm 2016. 2 tướng Mỹ là chỉ huy trưởng lực lượng đặc biệt của liên minh do Hoa Kỳ lãnh đạo ở Iraq và Syria viếng thăm Manbij vào ngày 7 tháng 2 năm 2018 cho biết, họ sẽ đáp trả mạnh mẽ nếu họ bị khiêu khích.
Ngày 19 tháng 2 năm 2018, Ngoại trưởng Thổ Nhĩ Kỳ Mevlut Cavusoglu tuyên bố Thổ Nhĩ Kỳ sẽ đánh trả quân đội Syria nếu chính quyền Assad đưa quân tới triển khai ở khu vực Afrin để hỗ trợ lực lượng dân quân người Kurd (YPG), vốn đang bị chính quyền Ankara coi như là một tổ chức khủng bố.
Ngày 18 tháng 3 năm 2018, Thổ Nhĩ Kỳ cùng với FSA đã chiếm toàn bộ quyền kiểm soát thành phố Afrin (trung tâm hành chính của quận Afrin).

## Bối cảnh
Cuộc tấn công diễn ra giữa lúc căng thẳng gia tăng giữa chính phủ Thổ Nhĩ Kỳ và Mỹ trong việc Mỹ hỗ trợ cho Lực lượng Dân chủ Syria, vốn chủ yếu là các chiến binh người Kurd của YPG, mà Thổ Nhĩ Kỳ coi là một chi nhánh của PKK (Đảng Công nhân Kurd). Đặc biệt, Thổ Nhĩ Kỳ đã phản đối kế hoạch công bố của Hoa Kỳ để huấn luyện và trang bị một lực lượng biên giới SDF lên tới 30.000 người, mà Thổ Nhĩ Kỳ tuyên bố là mối đe dọa trực tiếp đối với an ninh của họ. Erdoğan nói trong một bài phát biểu tại Ankara. "Một quốc gia mà chúng tôi gọi là đồng minh đang khăng khăng đòi lập một đội quân khủng bố ở biên giới của chúng ta. "Điều gì mà quân đội khủng bố có thể nhắm tới ngoài Thổ Nhĩ Kỳ? Nhiệm vụ của chúng tôi là bóp cổ nó trước khi nó được sinh ra. "
Trong những ngày trước cuộc tấn công, các lực lượng Thổ Nhĩ Kỳ đã pháo kích qua lại với lực lượng YPG dọc biên giới Thổ Nhĩ Kỳ và Syria gần Afrin. Cơ quan Anadolu của Thổ Nhĩ Kỳ báo cáo rằng các nhà quan sát quân đội Nga ở khu vực Afrin bắt đầu rút lui vào ngày 19 tháng 1 năm 2018 với dự đoán về cuộc tấn công của Thổ Nhĩ Kỳ đối với các vị trí YPG ở Afrin.

## Phối hợp lực lượng
Thổ Nhĩ Kỳ bị cáo buộc có một đội ngũ các chiến sĩ cũ của ISIS trong hàng ngũ quân đội của họ và có thể là quân đội dẫn đầu ở Afrin. Một cựu chiến binh ISIS tuyên bố: "Hầu hết những người đang chiến đấu ở Afrin chống lại YPG là ISIS, mặc dù Thổ Nhĩ Kỳ đã huấn luyện họ để thay đổi chiến thuật tấn công của họ". Faraj, tên của một người theo ISIS trước đây thêm vào: "Thổ Nhĩ Kỳ khi bắt đầu hoạt động đã cố lừa người ta bằng cách nói rằng họ đang chiến đấu chống lại ISIS, nhưng thực ra họ đang đào tạo các thành viên ISIS và gửi họ đến Afrin".
Những chiến binh jihadist khác cũng đã được chứng kiến chiến đấu cùng với các lực lượng được ủng hộ bởi Thổ Nhĩ Kỳ. Một video clip xuất hiện trên internet, cho thấy nhiều chiến binh TFSA đã ca ngợi những trận đánh trước đây mà họ đã chiến đấu bao gồm Tora Bora (cựu trụ sở của Osama Bin Laden), Grozny và Dagestan và kết luận: "Và bây giờ Afrin đang kêu gọi chúng tôi "
Vào cuối tháng Giêng, có nhiều tường thuật rằng các chiến sĩ từ phương Tây, bao gồm cả Mỹ, Anh và Đức trong số những người khác, đã chuyển tới Afrin để hỗ trợ phòng thủ chống lại các lực lượng do Thổ Nhĩ Kỳ lãnh đạo. Ngày 12 tháng 2, 2 chiến sĩ nước ngoài, một công dân Pháp "Olivier François Jean Le Clainche" và một công dân Tây Ban Nha "Samuel Prada Leon" đã bị giết tại Afrin.

## Cuộc xâm chiếm

### Các tiến bộ ban đầu của Thổ Nhĩ Kỳ- FSA
Chính phủ Thổ Nhĩ Kỳ tuyên bố bắt đầu cuộc tấn công vào ngày 19 tháng 1 năm 2018, với lời tuyên bố của Bộ trưởng Quốc phòng Thổ Nhĩ Kỳ Nurettin Canikli: "Các hoạt động trên thực tế bắt đầu bằng việc bắn phá biên giới." Ông nói thêm rằng không có quân đội nào đã vượt qua Afrin. Thổ Nhĩ Kỳ tăng cường pháo kích sau đó, trong khi Đơn vị bảo vệ nhân dân người Kurd (YPG) tuyên bố rằng 70 chiếc vỏ đạn đã được bắn qua đêm và tìm thấy. Sau nhiều ngày bắn phá, các máy bay tiêm kích Thổ Nhĩ Kỳ vào ngày 20 tháng 1 năm 2018 đã tiến hành các cuộc không kích trên khu vực biên giới nhằm vào các vị trí của các nhóm PYD và YPG. Các phương tiện truyền thông Thổ Nhĩ Kỳ báo cáo rằng 20 xe buýt chở lực lượng đối lập Syria đã vượt qua ngôi làng biên giới Öncüpınar. Một nhiếp ảnh gia AFP nói rằng 30 xe buýt chở máy bay chiến đấu của Syria cũng đã vượt qua thị trấn biên giới Cilvegözü.

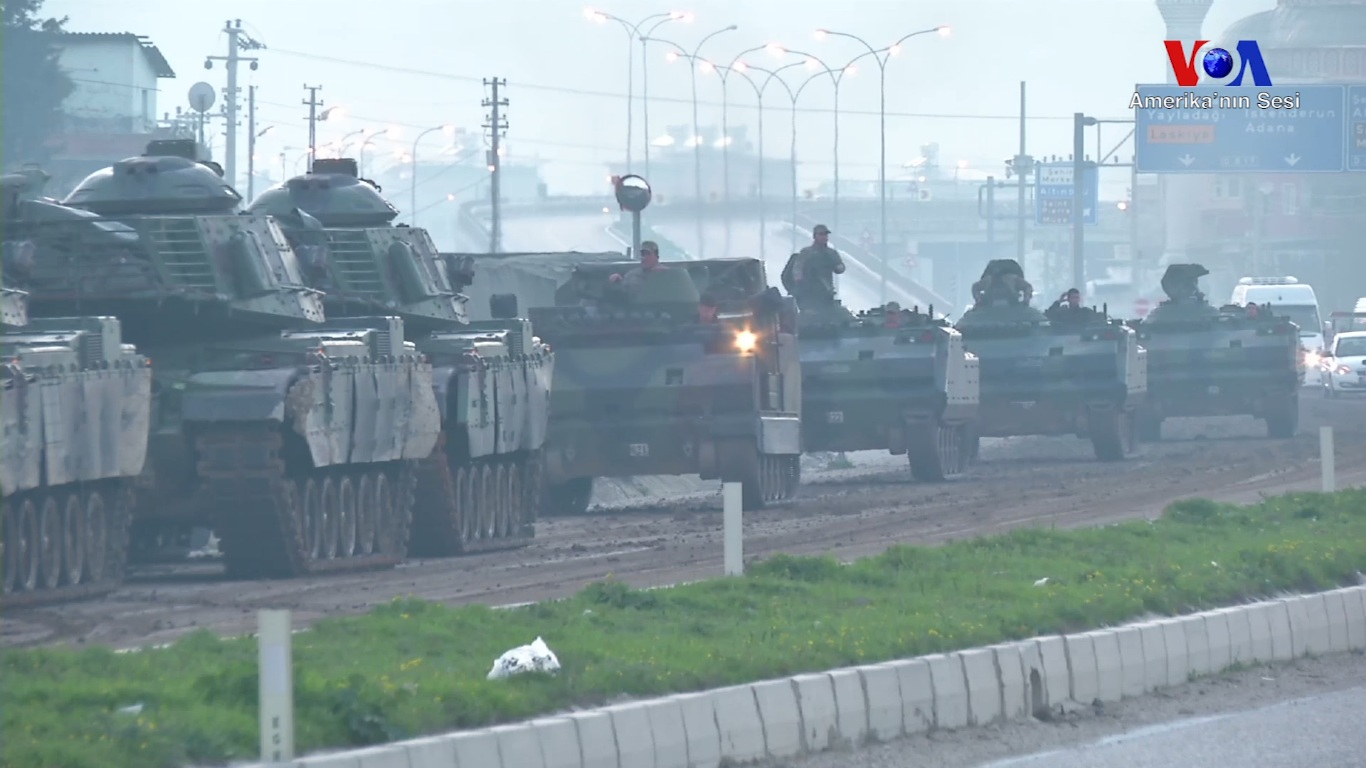
Xe tăng của quân đội Thổ Nhĩ Kỳ trên đường đến Afrin..

Vào ngày 20 tháng một, Cơ quan Thông tin Hawar báo cáo rằng các chiến binh của Quân đội Cách mạng ở Shahba Canton gây ra thiệt hại cho hàng ngũ của Quân đội Syria tự do được Thổ Nhĩ Kỳ hậu thuẫn (viết tắt: TFSA), khi họ giết chết 4 máy bay chiến đấu SNA, và làm bị thương 5 người khác, trong một nỗ lực phản ứng đối với các cuộc bắn phá bằng pháo binh và pháo kích gần đây của các khu vực dân cư. Các lực lượng YPG đã bắn rocket vào các thị trấn biên giới của Thổ Nhĩ Kỳ là Kilis và Reyhanli, nơi có ít nhất một người dân được báo cáo đã bị giết chết và một số người khác bị thương. Thổ Nhĩ Kỳ thông báo rằng cuộc không kích của họ đã đánh trúng 150 mục tiêu khác nhau ở Afrin.
Tổng thư ký Các Lực lượng vũ trang Thổ Nhĩ Kỳ đã đưa ra thông báo này trong một tuyên bố được công bố trên website của mình, nói mục tiêu của sứ mệnh là "thiết lập an ninh và ổn định trên khu vực biên giới của chúng ta, để loại bỏ những kẻ khủng bố PKK / KCK / PYD - YPG và ISIL ". Vào ngày 21 tháng 1 năm 2018, các phương tiện truyền thông của nhà nước Thổ Nhĩ Kỳ báo cáo rằng các lực lượng mặt đất Thổ Nhĩ Kỳ đã bắt đầu tiến vào Afrin. và đã tiến lên đến 5 km (3,1 dặm) vào lãnh thổ. SOHR báo cáo rằng quân đội Thổ Nhĩ Kỳ đã đụng độ với các lực lượng dân quân người Kurd ở biên giới phía bắc và phía tây của Afrin và vào các thị trấn Shankil và Adah Manli về phía tây.

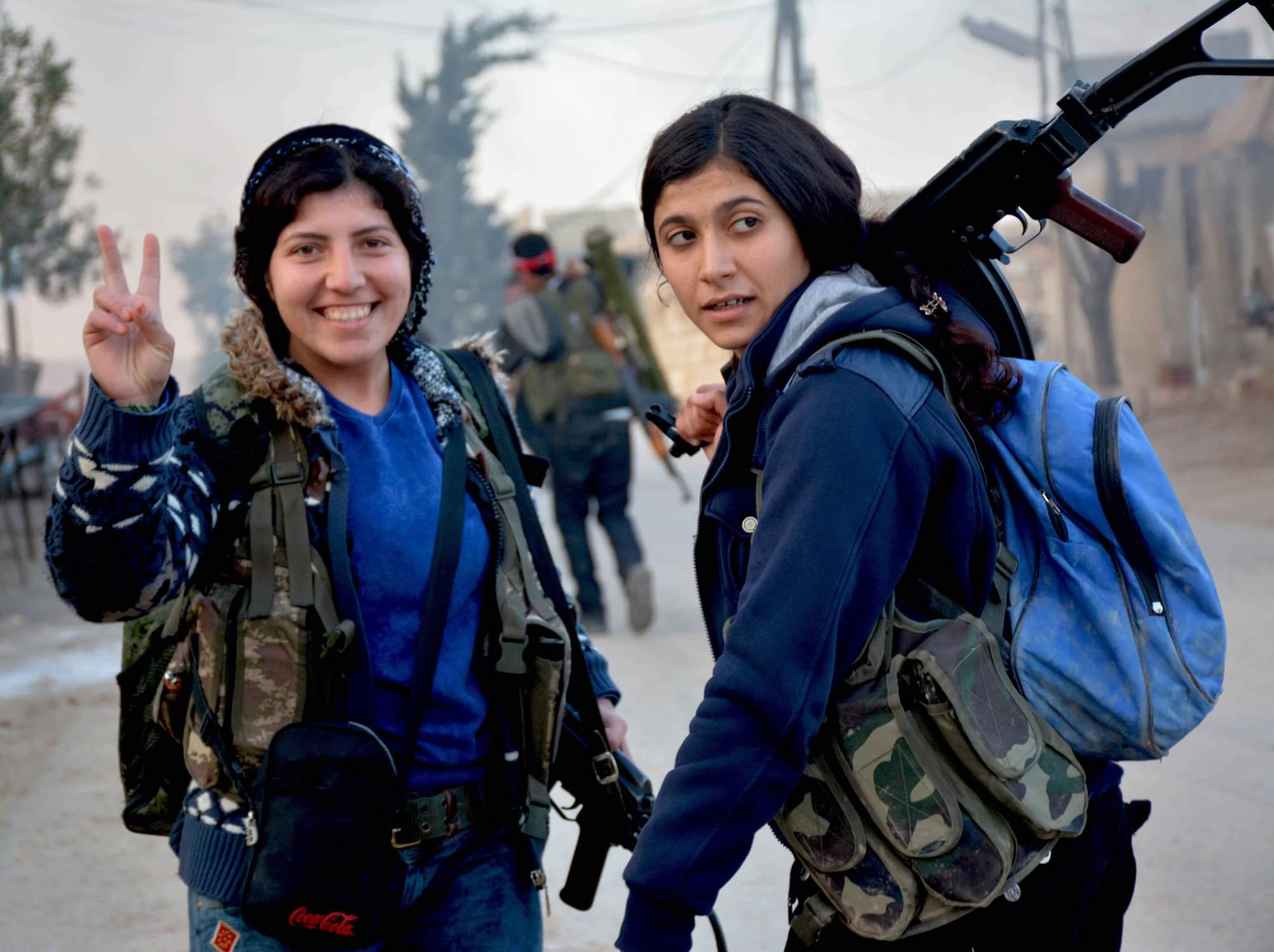
Các đơn vị Bảo vệ Phụ nữ (YPJ) ở khu vực Afrin đang trong quá trình hoạt động.

Đến ngày 22 tháng 1 năm 2018, lực lượng Thổ Nhĩ Kỳ tuyên bố chiếm 7 ngôi làng, mặc dù YPG đã chiếm lại 2 làng. Cùng ngày, người lính Thổ Nhĩ Kỳ đầu tiên bị giết trong cuộc chiến. Đến ngày 23 tháng 1, các lãnh thổ mới chiếm được của các lực lượng thân Thổ Nhĩ Kỳ vẫn còn tương đối "hạn chế". Cả hai bên tuyên bố đã gây ra nhiều thương vong cho nhau, bao gồm một chỉ huy cao cấp TFSA, giữa lúc tấn công một số cứ điểm chiến lược ở biên giới. Trong khi đó, khoảng 5.000 thường dân đã bỏ chạy khỏi các khu vực tranh chấp, di chuyển vào các khu vực trung tâm của vùng Afrin.
Vào ngày 27 tháng 1, trong trường hợp đầu tiên của một cuộc tấn công tự sát người Kurd chống lại lực lượng Thổ Nhĩ Kỳ, nữ phi công người Kurd YPJ Zuluh Hemo (hay còn gọi là "Avesta Habur") được báo cáo đã ném một quả lựu đạn xuống tháp pháo Thổ Nhĩ Kỳ, tiêu diệt xe tăng và giết người hai lính Thổ Nhĩ Kỳ và bản thân mình. Vụ tấn công diễn ra ở làng al-Hammam. Quân đội Thổ Nhĩ Kỳ phủ nhận rằng không có bất kỳ lính Thổ Nhĩ Kỳ nào cũng đã bị giết hoặc bị thương trong vụ việc, và cũng tuyên bố rằng Hemo đã ném bay lựu đạn vào miệng cô.

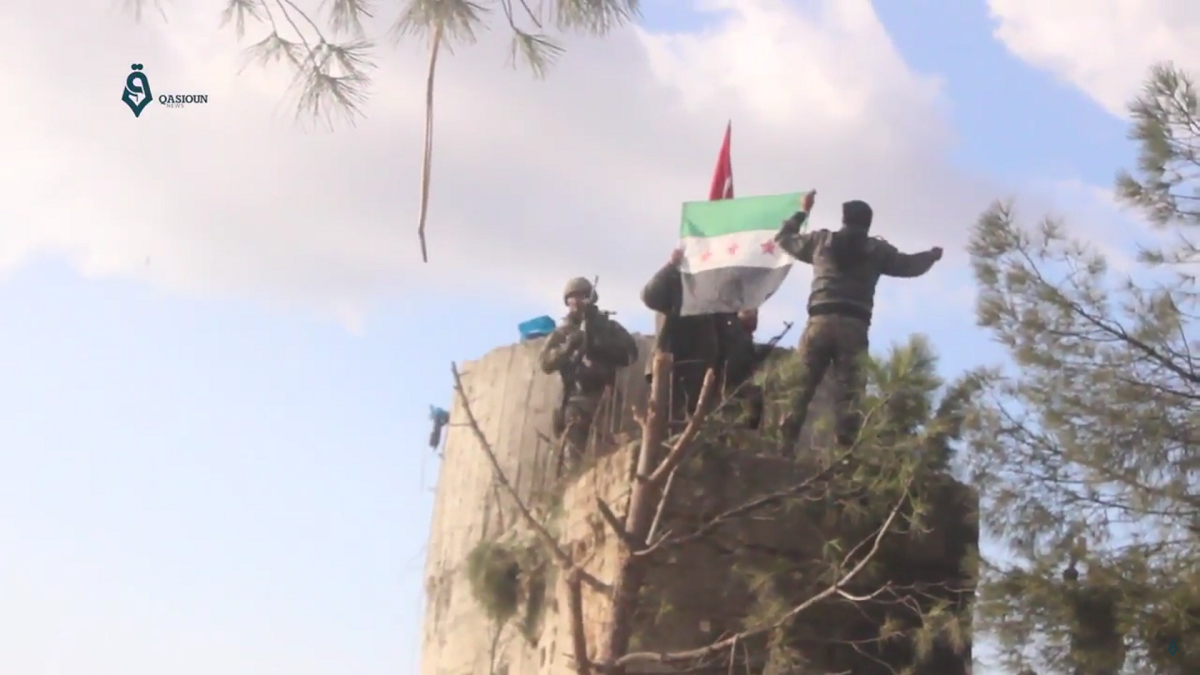
Các chiến binh TFSA treo cờ Thổ Nhĩ Kỳ và lá cờ độc lập Cộng hòa Syria (1930–1958) trên đỉnh ngọn núi Barsaya.

Vào ngày 28 tháng 1, các lực lượng ủng hộ Thổ Nhĩ Kỳ đã đạt được chiến thắng lớn đầu tiên của họ bằng cách chiếm giữ ngọn núi chiến lược Barsaya sau nhiều lần tấn công trước đó trên núi kể từ ngày 22 tháng 1 không thành công do sức kháng cự của người Kurd. Ngày hôm sau, đã có báo cáo chiến binh người Kurd một lần nữa đẩy lùi các lực lượng Thổ Nhĩ Kỳ-dẫn từ núi, mặc dù nó trái ngược với báo cáo của Thổ Nhĩ Kỳ, với tuyên bố Trung tướng İsmail Metin Temel, người đang dẫn đầu chiến dịch, được báo cáo đã đến thăm Barsaya.
Vào đầu tháng Hai, một số phe nổi dậy chống lại đội quân Thổ Nhĩ Kỳ đã rút khỏi Afrin để chiến đấu với quân đội Syria.
Vào ngày 6 tháng 2, một đoàn xe từ phía đông của miền bắc Syria do chính phủ Syria kiểm soát mang YPG cũng như các chiến binh Yazidi, YBŞ và YJÊ đã vượt qua lãnh thổ của chính phủ đến thành phố Afrin sau khi thỏa thuận chuyển đổi đã được Damascus phê duyệt. Số lượng của họ không rõ ràng, nhưng ước tính dao động từ 500 đến 5000. Đã có nhiều ý kiến cho rằng thỏa thuận cũng như sự ngừng bắn gần đây trong cuộc không kích Thổ Nhĩ Kỳ ở khu vực Afrin đã được thông qua sau khi quân đội Thổ Nhĩ Kỳ triển khai ở tỉnh Aleppo và cuộc đổ bộ của một chiếc Su-25 của Nga bởi quân nổi dậy ở tỉnh Idlib, Thổ Nhĩ Kỳ vào ngày 3 tháng Hai. Một chỉ huy trong số các lực lượng chính phủ thân Syria cũng nói rằng quân đội đã triển khai các tên lửa phòng không và tên lửa phòng không tới các tuyến tiền tuyến gần các vị trí của Thổ Nhĩ Kỳ và bao phủ không phận phía bắc Syria gồm Afrin. Tuy nhiên, theo các nguồn tin của Thổ Nhĩ Kỳ, Nga đã tạm thời đóng không phận Syria lên Thổ Nhĩ Kỳ để thiết lập một cơ chế phòng vệ điện tử chống lại tên lửa đạn đạo kể từ đêm 4 tháng Hai. Theo báo cáo, các máy bay không người lái của Thổ Nhĩ Kỳ vẫn có thể hoạt động ở Afrin.
Vào ngày 9 tháng 2, không phận Syria đã được mở lại cho các máy bay của Thổ Nhĩ Kỳ. Vào ngày 10 tháng 2, một trực thăng tấn công T129 của Thổ Nhĩ Kỳ đã bị bắn rơi với cả hai phi công thiệt mạng. Theo chủ tịch Thổ Nhĩ Kỳ Erdoğan, SDF, và SOHR, trực thăng bị bắn rơi. Thủ tướng Thổ Nhĩ Kỳ cũng xác nhận rằng một trực thăng đã bị rơi, trong khi quân đội Thổ Nhĩ Kỳ không gây ra vụ tai nạn nhưng tuyên bố một cuộc điều tra đã được tiến hành. SDF vào ngày 17 tháng 2 tuyên bố một cuộc tấn công xuyên biên giới đối với lực lượng Thổ Nhĩ Kỳ và các đồng minh của họ ở Kırıkhan. Các phương tiện truyền thông Thổ Nhĩ Kỳ đã báo cáo hai lính Thổ Nhĩ Kỳ và 5 phiến quân Syria bị thương khi một đồn cảnh sát bị trúng đạn vữa ở Kırıkhan

### Lực lượng thân chính phủ tiến vào

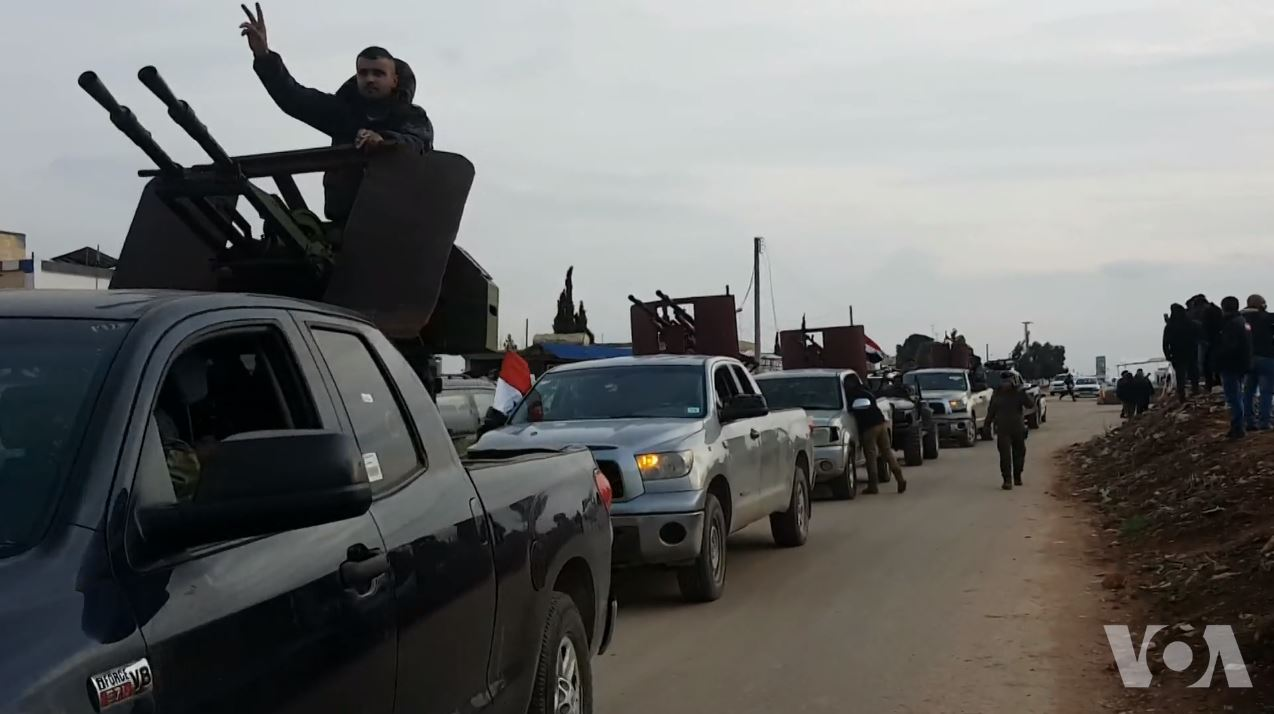
Phe ủng hộ chính phủ Syria đến quận Afrin.

Ngày 19 tháng 2, Thông tấn xã Ả Rập Syria SANA tường thuật rằng chính phủ Syria đã có thỏa thuận với YPG ở Afrin. Ngoại trưởng Mevlüt Çavuşoğlu trả lời là họ hoan nghênh các lực lượng Syria nếu họ muốn đánh YPG, cho biết, "Nếu như vậy, thì sẽ không có vấn đề. Tuy nhiên, nếu họ vào Afrin để bảo vệ YPG/PKK, không ai có thể ngăn chặn được quân đội Thổ". Nuri Mahmoud, phát ngôn viên của YPG cho biết họ chỉ kêu gọi quân đội Syria tới để bảo vệ biên giới.
Vào ngày 20 tháng Hai, Erdoğan tuyên bố rằng Thổ Nhĩ Kỳ đã cản trở dự định đưa các lực lượng thân chính phủ Syria sang khu vực Afrin sau khi hội đàm với Tổng thống Nga Vladimir Putin. Trong khi đó, Ngoại trưởng Nga Sergei Lavrov nói rằng tình hình ở Afrin có thể được giải quyết thông qua đối thoại trực tiếp giữa Damascus và Ankara. Cùng ngày, TFSA kết nối khu vực Bulbul với Azaz, sau khi kiểm soát được làng Deir al-Sawan .
Chiều ngày 20 tháng 2, nhóm thân chính phủ Syria gọi là "Các lực lượng được ưa chuộng" tiến vào Afrin nơi YPG chiếm giữ. Lữ đoàn Baqir, một bộ phận của Lực lượng Quốc phòng Syria (NDF), tuyên bố sẽ dẫn đầu các lực lượng ủng hộ chế độ . Một đoàn xe của các lực lượng thân chính phủ Syria đã vào khu vực để hỗ trợ YPG nhưng gặp phải lực lượng Thổ Nhĩ Kỳ mà đã bắn "cảnh báo". Cơ quan Anadolu cho là do đó họ đã rút khỏi thành phố Afrin cách 10 kilômét (6,2 dặm). SANA đã xác nhận sự tham dự của pháo binh Thổ Nhĩ Kỳ nhưng không đề cập đến bất kỳ cuộc rút quân nào. Tổng thống Erdoğan nói rằng các nhóm dân quân đã bị pháo binh Thổ Nhĩ Kỳ đẩy lùi, và thêm rằng đoàn xe bao gồm "những kẻ khủng bố" hoạt động độc lập. Ông cũng tuyên bố, "Thật không may, những loại tổ chức khủng bố này có những bước đi sai lầm với những quyết định mà họ đưa ra. Không thể cho phép Chúng ta không thể chấp nhận điều này, họ sẽ phải trả giá đắt." 
Cựu đồng chủ tịch của PYD, Salih Muslim Muhammad, đã từ chối bất kỳ thỏa thuận chính trị nào với chính phủ Syria, tuyên bố thỏa thuận về Afrin chỉ là về quân sự. Các phương tiện truyền thông nhà nước Syria vào ngày 21 tháng 2 đã thông báo sự xuất hiện của nhiều lực lượng thân chính phủ Syria. Một chỉ huy liên minh chiến đấu cho chế độ Syria nói rằng các lực lượng ủng hộ chính phủ ở Afrin đã trả đũa sau khi bị quân nổi dậy được Thổ Nhĩ Kỳ tấn công vào đêm trước đó 

### Giai đoạn thứ hai
TAF tuyên bố vào ngày 1 tháng 3 rằng, 8 lính Thổ Nhĩ Kỳ đã bị giết trong khi 13 người bị thương trong vụ đụng độ. SOHR tuyên bố rằng các cuộc không kích của Thổ Nhĩ Kỳ tại làng Jamaa đã giết chết 17 chiến binh ủng hộ chính phủ trong đêm. Tờ báo Doğan News Agency báo cáo khẳng định rằng một máy bay trực thăng Thổ Nhĩ Kỳ đang sơ tán người bị thương đã phải quay trở lại khi nó bị trúng đạn. 36 dân quân thuộc NDF đã thiệt mạng trong cuộc không kích của Thổ Nhĩ Kỳ hai ngày sau đó trên một trại ở Kafr Jina, theo SOHR.

Một bản đồ theo thời gian từng ngày về chiến sự ở Afrin.

Vào ngày 3 tháng 3, các lực lượng do Thổ Nhĩ Kỳ dẫn đầu nói họ đã chiếm được Rajo, một trong những pháo đài lớn của người Kurd ở tây Afrin. Đã có thông báo rằng lực lượng Thổ Nhĩ Kỳ dẫn đầu nhanh chóng vi hiệu hóa các biện pháp phòng thủ ở Rajo và bắt nó trong một giờ. Tuy nhiên, SOHR lại báo cáo rằng thị trấn vẫn còn tranh chấp, mặc dù TFSA đã chiếm được 70 phần trăm của nó. TFSA /TSK cũng tuyên bố việc bắt giữ sáu ngôi làng, bao gồm hai trục khu trục Jinderes, cũng như ngọn núi Bafilyun phía tây Azaz, làm tăng nhanh chóng diện tích chiếm đóng trong những ngày gần đây. Ngày hôm sau, Rajo vẫn còn dưới sự tấn công của Thổ Nhĩ Kỳ vì TFSA đang cố kiểm soát toàn bộ thành phố. SDF xác nhận lực lượng ủng hộ Thổ Nhĩ Kỳ đã vào thị trấn và các cuộc đụng độ vẫn tiếp diễn vào buổi sáng. Sau đó trong ngày, SOHR báo cáo rằng phần lớn Rajo đã bị bắt, trong khi TFSA cũng đã vào Shaykh al-Hadid. Vào ngày 5 tháng 3, Rajo đã được xác nhận bởi SOHR đã bị TFSA bắt giữ.
Vào ngày 6 tháng Ba, SDF thông báo rằng họ đã chuyển 1.700 quân nhân của họ trong chiến dịch đánh IS ở Deir ez-Zor đến Afrin. Giữa ngày 8 và ngày 9 tháng 3, quân đội Thổ Nhĩ Kỳ cùng với TFSA bắt được Jandairis và đập Afrin vào ngày 9 tháng 3, đến vùng ngoại ô Afrin vào ngày 10 tháng 3. Ngày 14 tháng 3, 8 binh sĩ của chính quyền Syria đã bị giết hại trong các cuộc không kích của Thổ Nhĩ Kỳ vào trạm kiểm soát của họ dọc đường tới Afrin.

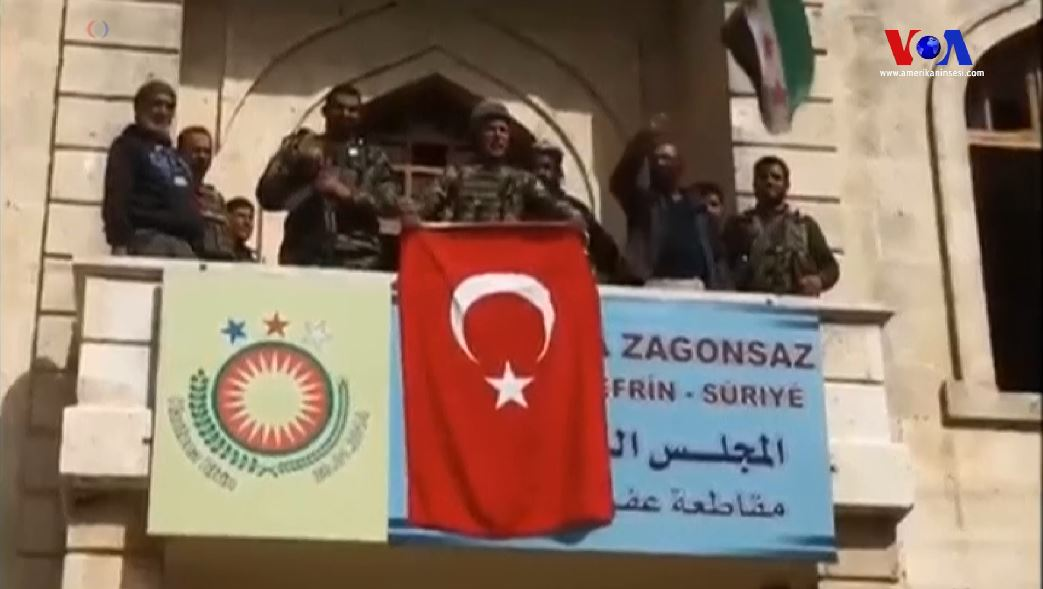
Binh sĩ Thổ Nhĩ Kỳ và TFSA ở trong thành phố Afrin, ngày 18 tháng 3 năm 2018.

Ngày 18 tháng 3 năm 2018, Thổ Nhĩ Kỳ cùng với TFSA đã chiếm được thành phố Afrin (thành phố lớn nhất và cũng là trung tâm hành chính của quận Afrin).

## Thương vong
Nhiều ước tính tổn thất đã được thực hiện trong quá trình chiến dịch xảy ra. Tổ chức ủng hộ phe đối lập Syria SOHR ghi nhận 255 chiến sĩ SDF và 231 chiến sĩ TFSA đã thiệt mạng, 44 lính Thổ Nhĩ Kỳ và 129 thường dân. Trang SCWM (Syrian Civil War Map) tường thuật số tử vong của 426 TFSA và 409 chiến binh SDF, 37 lính Thổ Nhĩ Kỳ, 3 chiến sĩ thân chính phủ Syria và 403 thường dân . Tổ chức Aleppo24 ủng hộ phe nổi dậy cho là 405 chiến sĩ SDF và 77 chiến sĩ TFSA, 31 lính Thổ Nhĩ Kỳ và 60 thường dân đã thiệt mạng cho tới ngày 21 tháng 2 năm 2018.
Thổ Nhĩ Kỳ tuyên bố 2.059 chiến sĩ SDF bị giết, bị thương hoặc bị bắt. Các nguồn tin thân Thổ Nhĩ Kỳ cũng tường thuật về cái chết của 76 chiến binh TFSA, 33 lính Thổ Nhĩ Kỳ  và 9 thường dân ở Thổ Nhĩ Kỳ . Theo SDF, 1.219 chiến binh TFSA và lính Thổ Nhĩ Kỳ đã bị giết, trong khi chính họ mất 177 chiến sĩ. SDF cũng tường thuật 170 thường dân và bốn binh lính của chính phủ thân Syria đã bị tử thương.

## Các tường thuật tội ác chiến tranh

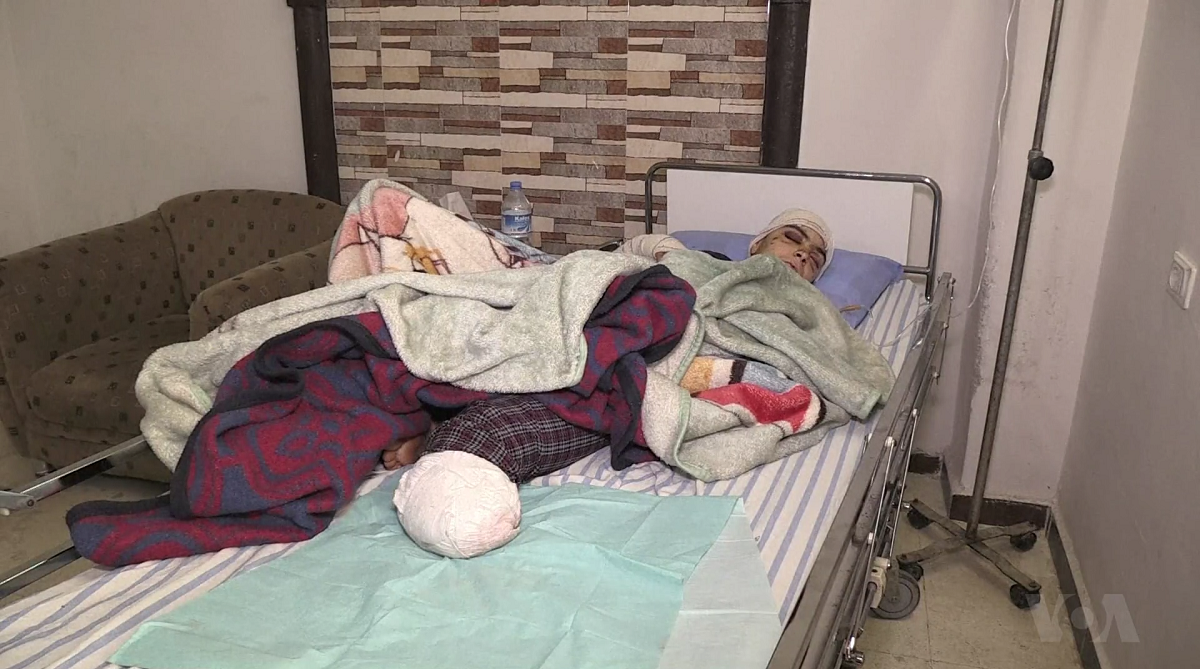
Một thường dân bị thương do bom Thổ Nhĩ Kỳ thả xuống Afrin.

Theo Human Rights Watch (HRW), các lính biên phòng Thổ Nhĩ Kỳ đã bắn bừa bãi vào những người tị nạn tìm cách trốn khỏi vùng xung đột sang Thổ Nhĩ Kỳ. Phó giám đốc Trung Đông tại HRW cho biết: "Người Syria chạy trốn đến biên giới Thổ Nhĩ Kỳ để tìm kiếm an toàn và để tị nạn đang bị buộc trở lại bằng đạn và ngược đãi."  Một vài nhân chứng là những người xin tị nạn khẳng định họ đã bị đánh đập, bị hành hạ và bị từ chối chăm sóc y tế. Tuyên bố chính thức của HRW kêu gọi Thổ Nhĩ Kỳ "tôn trọng nguyên tắc không gửi trả (non-refoulement: cấm việc từ chối người xin tị nạn tại các biên giới khi điều đó có thể khiến họ phải đối mặt với nguy cơ khủng bố, tra tấn và đe doạ đến mạng sống và tự do). Thổ Nhĩ Kỳ phải tôn trọng quyền sống và sự toàn vẹn thân thể, bao gồm cả việc cấm tuyệt đối đối với bất kỳ ai đối xử tàn nhẫn và hạ nhục. " Một quan chức cấp cao của chính phủ Thổ Nhĩ Kỳ phủ nhận bản báo cáo này .
Ngày 19 tháng 1 năm 2018, Tổ chức quan sát Syria về Nhân quyền (SOHR) có trụ sở ở Vương quốc Anh cho biết 14 người trong một bệnh viện tâm thần ở Azaz, một thị trấn bị các phiến quân được ủng hộ bởi Thổ Nhĩ Kỳ chiếm đóng, đã bị thương từ đạn pháo kích bởi lực lượng Dân Chủ Syria (SDF) để đáp lại pháo kích Thổ Nhĩ Kỳ. Một phát ngôn viên SDF đã bác bỏ cáo buộc.
Vào cuối tháng 1 năm 2018, các quan chức người Kurd cáo buộc Thổ Nhĩ Kỳ bỏ bom napalm, một vũ khí bị cấm trong chiến tranh. Không có xác minh độc lập về tuyên bố này. Lực lượng Vũ trang Thổ Nhĩ Kỳ đã phủ nhận việc sử dụng các quả bom bị cấm .
Chưa đầy một tuần sau khi chiến dịch bắt đầu, Redur Xelil, một quan chức cấp cao của SDF, tuyên bố rằng ít nhất 66 thường dân đã bị các lực lượng Thổ Nhĩ Kỳ giết chết bằng các cuộc tấn công bằng máy bay và pháo binh và cáo buộc Thổ Nhĩ Kỳ phạm tội ác chiến tranh.
Một số đoạn video đã xuất hiện cho thấy những người nổi dậy được Thổ Nhĩ Kỳ ủng hộ cắt xẻ xác các chiến binh YPG . Một video như vậy cho thấy cơ thể bị cắt xén của một nữ chiến binh YPJ đã chết với ngực cô bị cắt. Những chiến sĩ bao vây quanh cô là những chiến binh FSA do Thổ Nhĩ Kỳ hậu thuẫn, gọi cô là "lợn cái" và nói "họ phải xấu hổ vì đã phái phụ nữ đi đánh nhau" trong khi bước lên ngực và nhạo báng cô ta . Rami Abdulrahman, người đứng đầu SOHR, đã lên án hành động này và gọi đó là "tội ác" và nói hành động này "tàn ác hơn, xấu xa hơn cả ISIS, họ không hủy hoại cơ thể như thế này, đặt chân lên ngực ai đó. "  Theo thông tấn xã PKK Firat News, cô là một chiến binh YPJ mang tên" Barin Kobanê ", người đã chiến đấu cho đến phú chót rồi tự cho nổ tung chính mình. Quân đội Syria tự do nói rằng họ sẽ điều tra các cáo buộc về việc các chiến sĩ của họ đã cắt xén xác chết một thành viên nữ của YPG.
Một video khác xuất hiện trên các phương tiện truyền thông xã hội cho thấy binh lính Thổ Nhĩ Kỳ đang bước lên và đá xác của một chiến binh YPG. Thêm nhiều video trên các phương tiện truyền thông xã hội sau đó nổi lên bao gồm một video như vậy cho thấy các binh sĩ Thổ Nhĩ Kỳ đánh đập dân làng người Kurd trong khi điều tra ông ta.
Các phương tiện truyền thông Syria và các chiến binh người Kurd cáo buộc các lực lượng Thổ Nhĩ Kỳ ném bom các trường học. SOHR cũng tuyên bố rằng Thổ Nhĩ Kỳ đã đánh bom nhà máy nước chính của thành phố Afrin, nơi cung cấp nước cho hơn 100.000 thường dân. Thổ Nhĩ Kỳ cho biết những báo cáo này là không đúng sự thật .
Vào ngày 16 tháng 2, Thổ Nhĩ Kỳ bị các lực lượng YPG buộc tội đã tấn công bằng hơi độc gây thương tích cho một số người ở Afrin. SOHR sau đó xác nhận vụ việc và nói thêm rằng có một số cá nhân bị khó thở và con ngươi bị giãn nở ra. Ngoài ra, cơ quan thông tin SANA của Syria, trích lời một bác sĩ tại một bệnh viện Afrin, đã đề cập đến vụ việc. Thổ Nhĩ Kỳ sau đó đã phủ nhận việc sử dụng vũ khí hóa học, kêu gọi các cáo buộc "vô căn cứ".

## Thiệt hại cho các di tích khảo cổ và văn hoá
Vào ngày 24 tháng 1, một tên lửa được bắn từ bên trong lãnh thổ Syria, đánh vào Nhà thờ Hồi giáo Çalık ở Kilis,Thổ Nhĩ Kỳ được xây dựng vào thế kỷ 17. Vụ nổ đã làm 2 người thiệt mạng trong nhà thờ Hồi giáo vì cầu nguyện và làm bị thương 11 người khác. Nhà thờ Hồi giáo bị phá hủy.
Vào ngày 28 tháng 1 năm 2018, bộ phận cổ vật của Syria và SOHR, cho biết pháo kích Thổ Nhĩ Kỳ đã làm hư hại nghiêm trọng ngôi đền cổ Ain Dara ở Afrin. Chính phủ Syria đã kêu gọi áp lực quốc tế lên Thổ Nhĩ Kỳ để "ngăn chặn việc nhắm mục tiêu các địa điểm khảo cổ và văn hoá". Hình ảnh vệ tinh cho thấy rằng hơn một nửa ngôi đền bị phá hủy. Lực lượng Vũ trang Thổ Nhĩ Kỳ bác bỏ tuyên bố.

## Luật quốc tế
Luật gia Anne Peters, Giám đốc Viện Max Planck về luật công cộng nước ngoài và luật quốc tế, cho rằng cuộc tấn công quân sự của Thổ Nhĩ Kỳ là vi phạm luật pháp quốc tế, vì Thổ Nhĩ Kỳ hành động mà không có sự chấp thuận của chính phủ Syria hay được Hội đồng Bảo an Liên hợp quốc cho phép. Thổ Nhĩ Kỳ cũng không thể dựa vào quyền tự vệ của mình theo Điều 51 của Hiến chương Liên hợp quốc, vì không có cuộc tấn công có vũ trang theo ý nghĩa của điều khoản đó .
Cơ quan khoa học của quốc hội Đức ngày 8 tháng 3 năm 2018 cho biết, họ nghi ngờ rằng sứ mệnh Thổ Nhĩ Kỳ ở Afrin tương thích với luật pháp quốc tế. Không có bằng chứng về một cuộc tấn công từ phía người Kurd ở Syria để Thổ Nhĩ Kỳ có thể bào chữa cho Chiến dịch Ô liu là để tự bảo vệ mình..